# Lomandra hermaphrodita
Lomandra hermaphrodita là một loài thực vật có hoa trong họ Măng tây. Loài này được (C.R.P.Andrews) C.A.Gardner mô tả khoa học đầu tiên năm 1930.